# Kanton Le Mêle-sur-Sarthe
Le Mêle-sur-Sarthe is een voormalig kanton van het Franse departement Orne. Het kanton maakte deel uit van het arrondissement Alençon. De gemeenten werden opgenomen in het nieuwe kanton Radon (in 2017 gewijzigd van naam naar kanton Écouves), met uitzondering van Boitron die werd opgenomen in het kanton Sées.

## Gemeenten
Het kanton Le Mêle-sur-Sarthe omvat de volgende gemeenten:
- Aunay-les-Bois
- Boitron
- Bursard
- Coulonges-sur-Sarthe
- Essay
- Hauterive
- Laleu
- Marchemaisons
- Le Mêle-sur-Sarthe (hoofdplaats)
- Le Ménil-Broût
- Ménil-Erreux
- Neuilly-le-Bisson
- Saint-Aubin-d'Appenai
- Saint-Léger-sur-Sarthe
- Les Ventes-de-Bourse